# Кляк (Малая Фатра)
Кляк (словац. Kľak) — гора в Малой Фатре с выразительным андезитово-доломитовым скалистым пиком. С него открывается вид на Малую Фатру и Стражовске-Врхи. Территория Кляка является с 1966 года охраняемой природной резервацией (86 гектаров) с множеством растений из Красной книги. В смешанном лесу, растущем на Кляке, преобладают буки, потом по степени убывания — пихты, ели, клёны и рябина. Под вершиной находится живописный Кляцкий водопад.

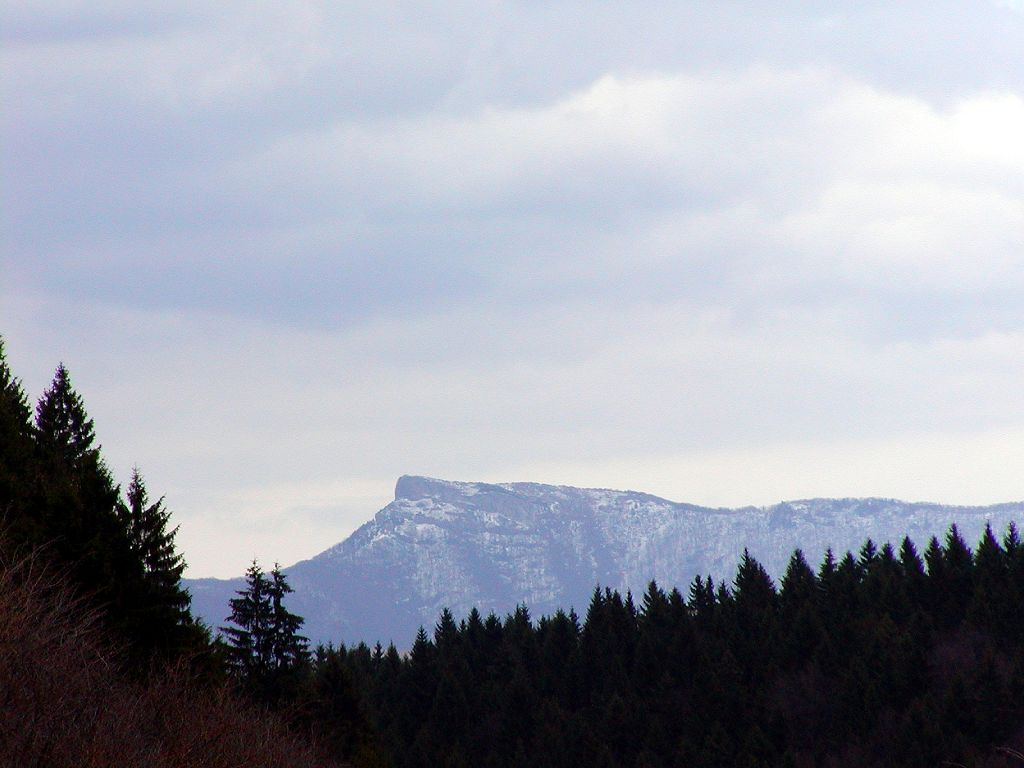
Кляк
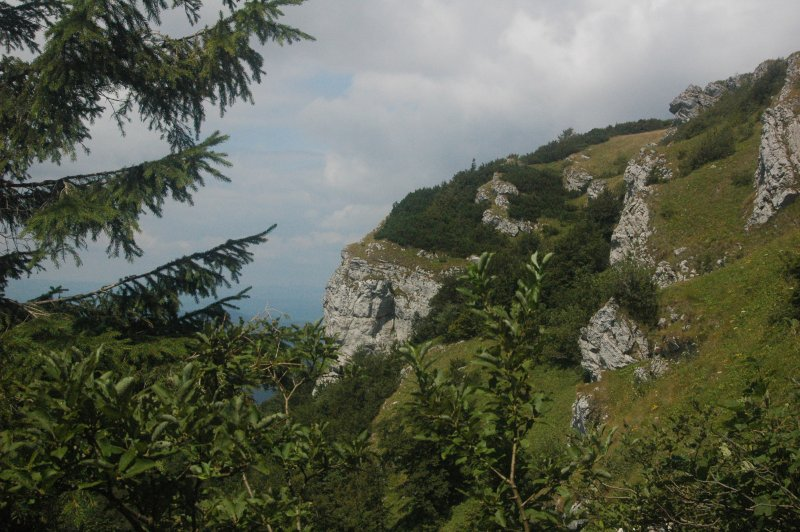
Вершина
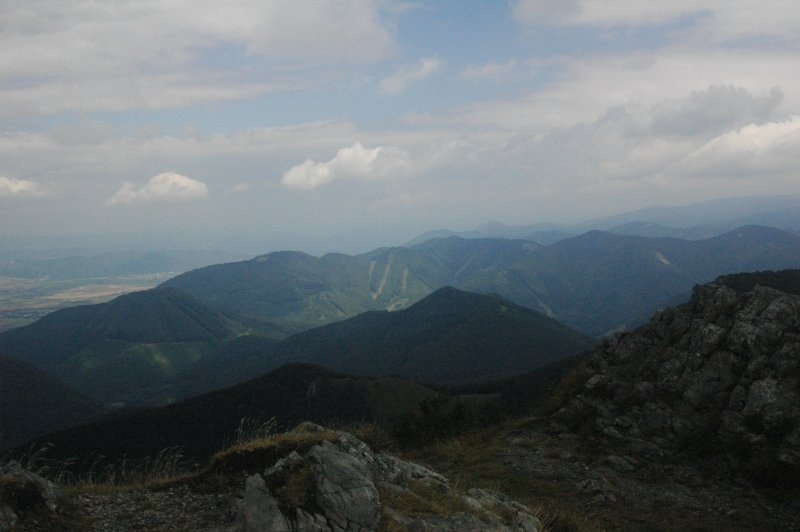
Вид с Кляка
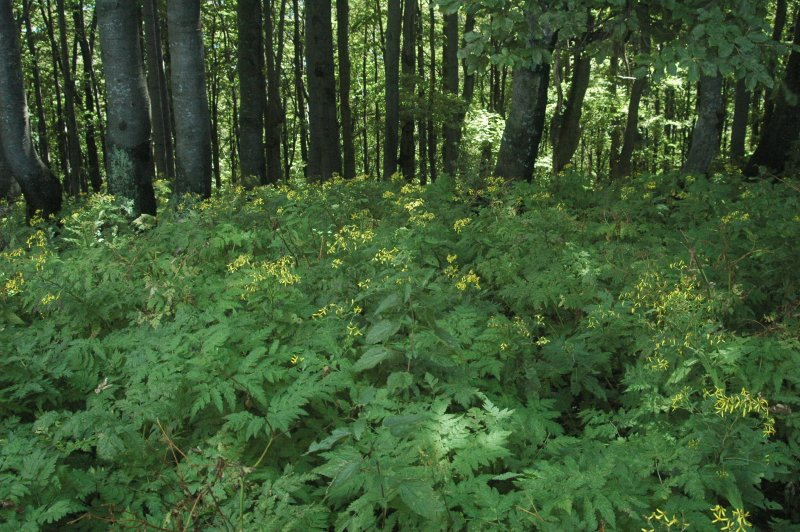
Буковый лес на Кляке